# ديف فيلوز
ديف فيلوز (بالإنجليزية: Dave Fellows) هو مجدف أمريكي، ولد في 19 سبتمبر 1952 في والثام في الولايات المتحدة.

## وصلات خارجية
- ديف فيلوز على موقع الاتحاد الدولي للتجديف (الإنجليزية)
- ديف فيلوز على موقع أوليمبيديا (الإنجليزية)